# Parc del Poblenou
El Parc del Poblenou de Barcelona es troba entre les edificacions del barri del mateix nom de Barcelona i el mar.

## Descripció
Està situat al final del barri, és una gran pineda, i cap al mar un espai ple de dunes, que eviten els efectes del vent de llevant. Hi destaca un llac i una gran esplanada. Reprodueix el paisatge propi d'algunes franges de trobada entre el mar i la terra: platges, dunes i arbredes.
Hi domina el pi pinyer (Pinus pinea). A la zona del passeig exterior, els àlbers (Populus alba) i tanques vegetals fetes, moltes d'elles, amb bambú (Phyllostachys sp), de troana (Ligustrum lucidum), llorer (Laurus nobilis) i llentiscle (Pistacia lentiscus). Prop del llac hi ha pins blancs (Pinus halepensis) i algun garrofer (Ceratonia siliqua). Prop les dunes hi ha palmeres datileres (Phoenix dactylifera) i les washingtònies (Washingtonia filifera). Al parc també hi ha eucaliptus de l'espècie Eucalyptus globulus i són abundants les espècies aromàtiques, com la farigola (Thymus vulgaris), el romaní (Salvia rosmarinus) i grans mates d'espígol dentat (Lavandula dentata) i sàlvia microfil·la (Salvia microphylla).